# وولفرام فاغنر (لاعب كرة قدم)
وولفرام فاغنر (بالألمانية: Wolfram Wagner)‏ هو لاعب كرة قدم ألماني في مركز الوسط، ولد في 24 يونيو 1972. لعب مع دينامو درسدن.

## وصلات خارجية
- وولفرام فاغنر (لاعب كرة قدم) على موقع قاعدة بيانات كرة القدم.إي يو (الإنجليزية)
- وولفرام فاغنر (لاعب كرة قدم) على موقع بيانات كرة القدم. دي إي (الألمانية)
- وولفرام فاغنر (لاعب كرة قدم) على موقع عالم كرة القدم.نت (الإنجليزية)